# Петър Даскалов
Петър Даскалов - Петре е български музикант.
Роден е в София през 1964 г. Занимава се професионално с музика от 1979 г.
През годините свири с музиканти като Георги Христов, Петър Гюзелев, Васко Кръпката, Петър Попов, Румен Александров, Бойко Трифонов, Асен Драгнев, Суки, Момчил, Дони, Петър Писарски, Енил Енчев, Тони, Стоян Тенев (Контрол), Лили Друмева, Коцето Калки, Стефан Врачев, Цецо Влайков, Михаил Шишков и много други.
Свирил е също в групите „Атлас“, „Лоши Съседи“, „Алексндров раг тайм бенд“, „Кръстопът“, „4give“, „Peter Dannys band“. Композира музика за филми и има над 20 авторски песни, повечето на английски език. Участвал е в големи международни форуми за American country music и има песни които са били по първите места в европейски радио станции.
Член е на съюза на филмовите дейци и повече от 29 години се занимава със създаването на анимационни филми.